# Christian Ludwig Friedrich von Gottberg
Christian Ludwig Friedrich von Gottberg (* 13. November 1789; † 30. Dezember 1850 in Kolberg) war ein preußischer Major und Landrat.

## Leben
Seit 1. April 1812 war er Herr auf Mahnwitz, diente in der preußischen Armee. Als Rittmeister nahm er an der Schlacht bei Dennewitz teil, weswegen er mit dem Eisernen Kreuz bedacht wurde. Am 15. August 1828 wurde er zum Major und Führer des 2. Aufgebots beim 2. Bataillon des 21. Landwehr-Regiments ernannt. Ab 1831 wurde er Landrat im Kreis Stolp, wo er 1843 erneut durch Wahl und anschließende königliche Ernennung als solcher bestätigt wurde. Als Landrat wurde er mit dem Roten Adlerorden III. Klasse mit Schleife geehrt. 

## Familie
Ludwig Friedrich war der 4. Sohn von Gustav Wilhelm von Gottberg († 1803) und Philippine Jacobine  von Wobeser († 1822). Er war zuerst mit Johanna von Zitzewitz aus dem Hause Dumröse vermählt, aus dieser Ehe ist der Sohn Hans von Gottberg († 1890) hervorgegangen, welcher dem Vater auf Mahnwitz und als Stolp’scher Landrat nachfolgte. Aus der zweiten Ehe mit Ferdinande von Zitzewitz (* 7. April 1804; † 25. Januar 1847) aus dem Hause Turzig überlebten ihn zwei Töchter.